# La Reine Caroline Murat
Cet article possède un paronyme, voir Caroline Murat.
La Reine Caroline Murat est un tableau peint par Jean-Auguste-Dominique Ingres en 1814. C'est un portrait en pied qui résulte d'une commande de la reine de Naples Caroline Murat née Bonaparte à Ingres. Commencé par le peintre lors de son séjour à Naples, et achevé en atelier à Rome, il fut longtemps considéré comme perdu. Il est redécouvert et authentifié en 1987 par l'historien d'art Hans Naef. Il se trouve dans une collection particulière.

## Provenance
Propriété du modèle, le portrait passe ensuite dans la collection du comte di Gropello Terlizzi en 1850. Conservé par ses descendants jusqu'en 1964. Il est mis en vente par la galerie Chauveau de Bruxelles, et acheté par un collectionneur belge anonyme. Restauré en 1987, il est remis en vente en 1988 par la galerie d'Arenberg, il est acquis par le propriétaire actuel. 

## Description
Le portrait montre la reine Caroline Murat, épouse de Joachim Murat et sœur de Napoléon Ier, peu de temps avant la chute du royaume dirigé par son mari alors roi de Naples. Elle est montrée en pied, le corps de profil, et vêtue et coiffée de noir. Elle tient un carnet posé sur une table nappée de vert, et regarde le spectateur. Elle est représentée dans le grand cabinet du Palais Royal, meublé à l'antique, encadré par les grands drapés des rideaux. Derrière elle, un fauteuil or et cramoisi. Une grande baie vitrée fait face à la baie de Naples, où l'on aperçoit au loin le Vésuve d'où s'échappe un panache de fumée. Le portrait est signé en bas à gauche : Ingres Pxit Roma 1814.

## Contexte
Ingres arrivé à Rome en 1806, se met en relation avec les Murat en 1809, date de l'achat de La Dormeuse de Naples au peintre par Joachim Murat. Plusieurs hypothèses ont été avancées sur la prise de contact avec la cour de Naples. Les plus probables sont une mise en relation par l'intermédiaire de l'architecte et ami du peintre François Mazois, telle qu'exprimée dans une lettre d'Ingres à Marcotte d’Argenteuil, et en seconde hypothèse, une recommandation aux époux Murat par l'intermédiaire de Lucien Bonaparte, dont Ingres avait dessiné le portrait à Rome. Après 1809 et jusqu'à 1813 l'artiste n'a quasiment plus de contact avec la cour de Naples. En 1813 Caroline Murat passe commande au peintre de deux œuvres à thème troubadour, une scène représentant Raphaël et la nièce du cardinal Bibbiena et Paolo et Francesca, qui connaissent un tel succès qui'Ingres est invité par les Murat pour peindre les membres de la cour de Naples. Ingres quitte Rome en février 1814 pour se rendre à Naples où il demeure trois mois durant. Il travaille sur le portrait de la reine Caroline Murat en juillet, comme l'atteste une correspondance à Marcotte d’Argenteuil  datée du 7 juillet 1814 : « Je travaille dans ce moment-cy pour la reine de Naples. Je viens de terminer un petit portrait en  pied d’elle ». Dans la même lettre il indique avoir aussi achevé le pendant de la Dormeuse de Naples, allusion à La Grande Odalisque autre tableau commandé par la Reine Murat.

## Réalisation

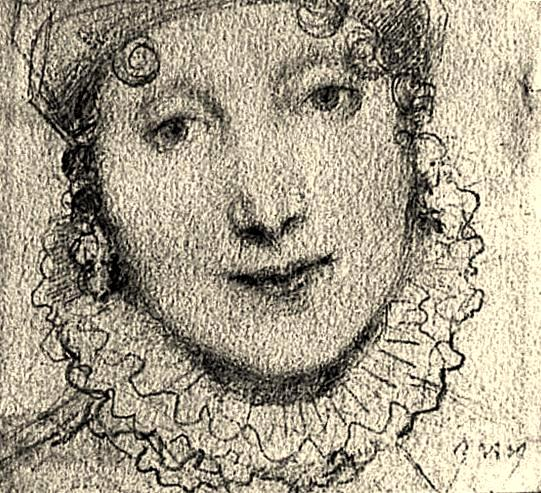
Étude pour la tête de Caroline Murat, 1814, musée Ingres, Montauban.

L'œuvre peinte en 1814, fait partie de la série de portraits peints par Ingres en Italie, et principalement à Rome, à partir de 1807, représentant les modèles détachés sur un fond de  paysage, comme les portraits de Granet, ou de Joseph-Antoine Moltédo. Toutefois le portrait de Caroline Murat se distingue du groupe par la composition en pied qui le rapproche du portrait de Napoléon Bonaparte, frère de Caroline Murat, peint par Ingres en 1803,. 
Ingres commença par dessiner plusieurs études préparatoires, dont un dessin du visage (musée Ingres de Montauban), trois études pour la robe et la main, et plusieurs dessins de draperies, de mobiliers, et une vue de la baie de Naples et du Vésuve (musée Ingres). La principale difficulté fut, pour Ingres, de se plier aux désirs de son modèle, réputée très exigeante. En 1807 Élisabeth Vigée Le Brun en avait fait l'expérience, et s'en était plainte : « J'ai peint de véritables princesses qui ne m'ont jamais tourmenté et ne m'ont jamais fait attendre. ». Ainsi, Ingres dut refaire plusieurs fois le chapeau et la tête, comme il l'indique dans une lettre à François Mazois. La figure de Caroline, présente des déformations anatomiques caractéristiques de la manière d'Ingres à cette période, et que l'on retrouve notamment dans La Grande Odalisque, ici la tête et les mains sont d'une taille réduite en comparaison du reste du corps.
La signature Ingres Pxit Roma 1814, informe que le portrait fut terminé à Rome en atelier, après le retour du peintre dans son lieu de résidence. L'historienne d'art Hélène Toussaint suggère qu'à la fin de l'année 1815, une retouche en noir de la couleur de la robe aurait pu être effectuée, pour souligner la condition de veuve de la reine — son époux Joachim Murat fut exécuté le 13 octobre 1815 — sans que cela puisse être confirmé, le noir étant aussi (avec le brun) la couleur adoptée pour les toilettes de voyages. L'hypothèse d'une robe de deuil, peut aussi avoir comme cause la mort de son ancienne belle-sœur Joséphine de Beauharnais en mai 1814, cependant pour Andrew Carrington Shelton c'est peu probable, car au début de 1814 le couple Murat avait rompu leur liens avec Napoléon et ses proches en concluant une alliance avec l'Autriche et l'Angleterre, ennemis de l'empereur.

## Style
Le style du tableau, par sa composition l'apparente aux grands portraits de cour, et est comparé par Valérie Bajou, au portrait de Murat roi de Naples peint par Gérard. Sa taille modeste de 92 sur 60 centimètres, n'empêche pas de donner au portrait un caractère de majesté, par le point de vue en dessous adopté par Ingres, et les accessoires, comme les rideaux, qui renvoient aux drapés des portraits royaux. Le salon meublé et décoré de style Empire, permet au peintre de jouer avec les lignes droites, conférant à l'ensemble une géométrie stricte, presque abstraite, par la simplicité des motifs employés. Ce que l'on remarque par les lignes droites des croisillons de la fenêtre qui découpent le paysage de l'arrière plan, et celles des différents plans, bas du mur, ligne d'horizon, balustrade. L'harmonie des couleurs volontairement assourdies, et que le motif du tapis résume, s'oppose par contraste avec la masse noire de la robe.

## Redécouverte
À l'instar de la Dormeuse de Naples, le portrait de Caroline Murat, passa longtemps pour une œuvre perdue ou détruite. Selon Lapauze le tableau avait disparu lors de la chute de Murat en 1815. Hypothèse reprise par Ternois et Camesasca. Le tableau réapparut dans les années 1960, reproduit dans l'ouvrage de Mario Praz La Filosofia dell’arredamento (1964, publié en France dans Histoire de la décoration d'intérieur Thames & Hudson 1994). Praz identifie par erreur le modèle comme étant une princesse de Bourbon, suggérant le nom de Marie-Amélie de Bourbon-Siciles épouse de Louis Philippe Ier dont la robe noire signifierait le deuil de Marie-Caroline d'Autriche (morte en septembre 1814), et n'identifie pas l'auteur du portrait. 
L'historien d'art Hans Naef, spécialiste d'Ingres et auteur d'une importante monographie en plusieurs volumes sur ses portraits dessinés, Die Bildniszeichnungen von J.-A.-D. Ingres, fait publier en 1990 dans la Revue de l'Art un article : « Un chef-d'oeuvre retrouvé : Le Portrait de la reine Caroline Murat par Ingres » exposant les résultats de ses recherches depuis 1987,  où il attribue sans réserve l'œuvre au peintre montalbanais et identifie le tableau comme étant bien le portrait réputé disparu de la reine Caroline Murat,.